# Roselle (plant)
Roselle (Hibiscus sabdariffa) is een plant uit de kaasjeskruidfamilie. De plant komt van nature voor in tropisch Azië en Afrika. Het is een eenjarige, kruidachtige plant, die tot 2,5 m hoog kan worden. De plant doet er zes maanden over om tot volle wasdom te komen.
De stengels van de plant zijn rood. De bladeren zijn afwisselend geplaatst, diep ingesneden drie- tot vijflobbig en 8–15 cm lang. De bladeren zijn groen gekleurd met rode nerven.
De bloemen staan solitair in de bladoksels. Ze zijn 8–10 cm breed. Ze zijn wit tot lichtgeel gekleurd met een donkerrode plek op het begin van de bloembladeren. Ze hebben een stevige, vlezige bloemkelk aan de basis, die 1,5–2 cm breed is en zich vergroot tot 3-3,5 cm in diameter. Als de vruchten rijpen, wordt de bloemkelk vlezig en helderrood. De kelk heeft een zurige smaak, die doet denken aan de rode bosbes. De vrucht, die door de kelk wordt omgeven, is een vijfkantige doosvrucht.

## Gebruik
Hibiscus sabdariffa var. altissima wordt verbouwd voor de productie van plantaardige vezels. De vezels kunnen dienen als een vervanger van jute in de fabricage van weefsels.
De rode bloemkelken van de plant worden steeds vaker geëxporteerd naar Europa en de Verenigde Staten, waar ze worden gebruikt om voedsel te kleuren. De belangrijkste afnemer is Duitsland. Ook kan de roselle als gedroogde bloem of als bestanddeel van siroop op sommige markten in Frankrijk worden aangetroffen, op plekken waar gemeenschappen van Senegalese immigranten leven. De groene bladeren kunnen worden gebruikt als een kruidige variant op spinazie. Ze zijn de smaakmakers in Senegalese vis- en rijstgerechten. Er worden geen nauwkeurige statistieken bijgehouden, maar de Senegalese overheid schat de nationale productie en consumptie op 700.000 kg per jaar.

### Thee
In Afrika en vooral in de Sahel wordt roselle gebruikt om een kruidenthee te maken, die vaak op straat wordt verkocht. De gedroogde bloemen kunnen op elke markt worden aangetroffen. In Egypte heet deze kruidenthee karkadee en wordt in gedroogde vorm op markten en in kruidenwinkels in vijf kwaliteiten aangeboden. Op de Cariben wordt thee gemaakt van verse vruchten en wordt het als onderdeel van de kerstviering gezien. Een brouwerij op Trinidad & Tobago, de Caribean Development Company, produceert een alcoholhoudende drank, waarin rosellethee wordt gecombineerd met bier.

## Productie
China en Thailand zijn de grootste producenten en beheersen de wereldmarkt.
Thailand investeert veel in de roselleteelt en hun product is van superieure kwaliteit. De Chinezen hanteren een minder strenge kwaliteitscontrole en hun product heeft een mindere reputatie. De beste kwaliteit komt uit Soedan, maar hun productie is laag. Mexico, Egypte, Senegal, Tanzania, Mali en Jamaica produceren ook grote hoeveelheden, maar die worden vaak alleen op de interne markt gebracht.
In India en vooral in de Gangesdelta wordt roselle verbouwd voor de plantaardige vezels. Roselle wordt daar “mesta” genoemd. De plant wordt daar geconsumeerd en gebruikt in de vezelverwerkende industrie.

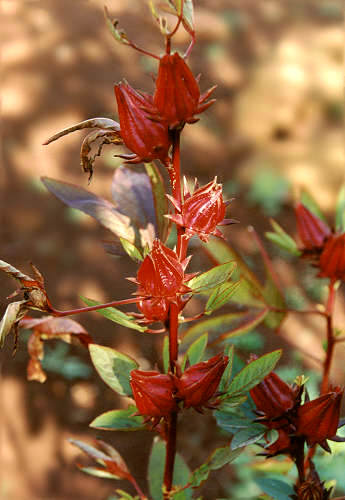
Verse bloemkelken

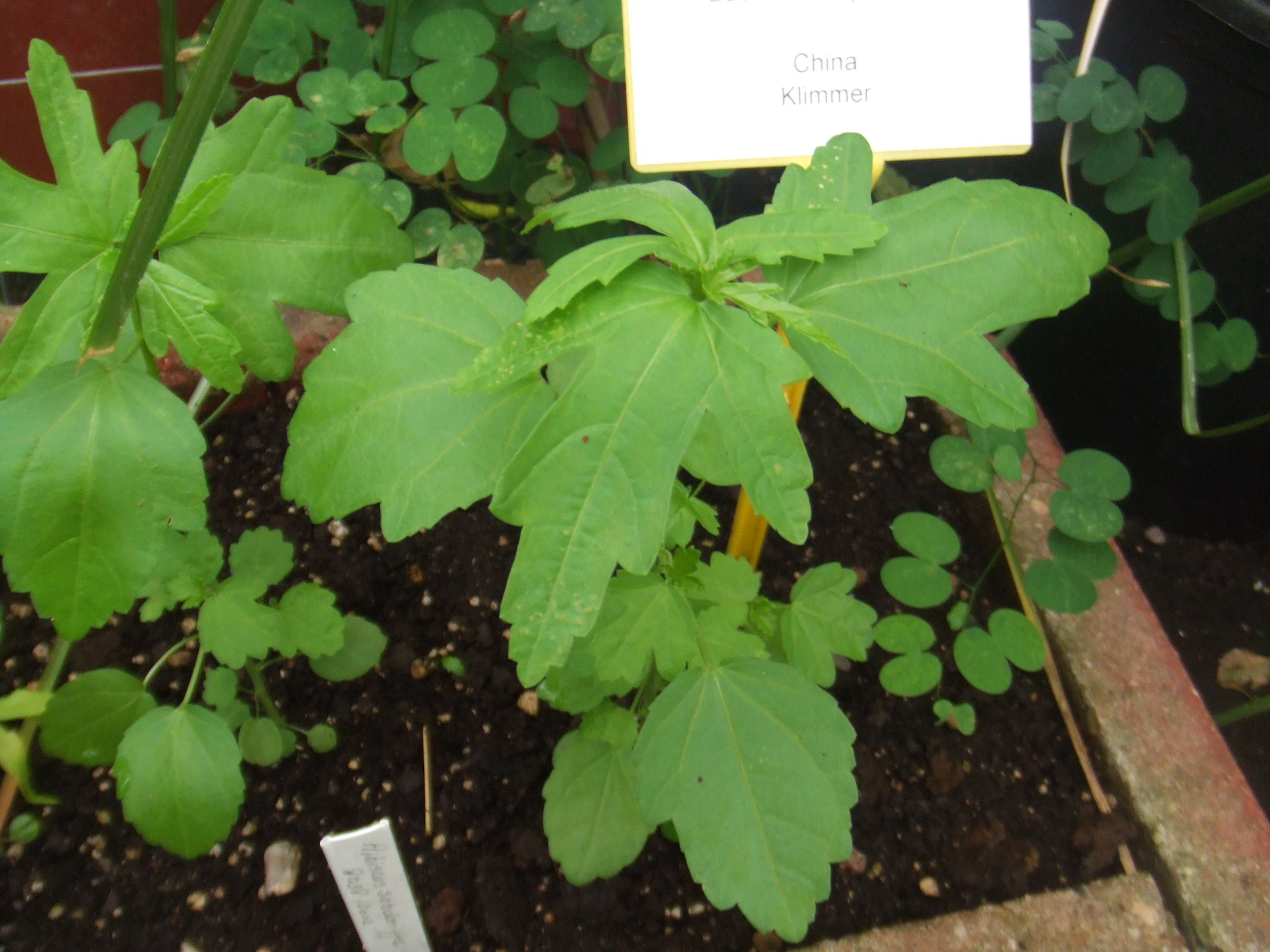
Jonge plant in de Botanische Tuin TU Delft